# 盾苞藤属
盾苞藤属（学名：Neuropeltis）是旋花科下的一个属，为木质藤本植物。该属共有约11种，分布于亚洲和非洲热带地区。